# ناحیه واشینگتن، شهرستان برگان، نیوجرسی
واشینگتن، برگان کانتی (به انگلیسی: Washington Township) شهری در ایالت نیوجرسی کشور ایالات متحده آمریکا است که جمعیت آن در سرشماری سال ۲۰۱۰ میلادی، ۹٬۱۰۲ نفر بوده‌است.